# Чуфаровка (Башкортостан)
Чуфаровка (также Новочуфаровка, Чуфаровский) — упразднённая деревня в Нордовском сельсовете Мелеузовского района Башкортостана. 

## География
Располагалась на левом берегу реки Сухайля, напротив деревни Петропавловка_.

## История
Основана в 1890 году пензенскими переселенцами на купленных 1826 десятинах земли под названием Новочуфаровка. Относилась к Зиргановской волости Стерлитамакского уезда Уфимской губернии. На 1912 год в деревне Чуфаровский было 38 хозяйств и 166 жителей. С марта 1919 года передана в состав Юрматынского кантона Малой Башкирии, с 1922 года — в Стерлитамакский кантон Большой Башкирии, с 1930 года в составе Мелеузовского района. Встречается на карте Стрельбицкого издания 1919-1921 годов 
На 1 июня 1940 года деревня уже числилась в Нордовском сельсовете.
Официально закрыта в 1979 году. Указ Президиума ВС Башкирской АССР от 29.09.1979 № 6-2/312 «Об исключении некоторых населённых пунктов из учётных данных по административно-территориальному делению Башкирской АССР» гласил:

Президиум Верховного Совета Башкирской АССР постановляет: 

В связи с перечислением жителей и фактическим прекращением существования исключить из учётных данных по административно-территориальному делению Башкирской АССР следующие населённые пункты

по Мелеузовскому району:

деревни Веденовка и Чуфаровка Нордовского сельсовета
— Указ Президиума ВС Башкирской АССР от 29.09.1979 № 6-2/312 «Об исключении некоторых населённых пунктов из учетных данных по административно-территориальному делению Башкирской АССР»

## Население
В 1920 году проживало 323 человека в 50 дворах. 

## Инфраструктура
Было личное подсобное хозяйство.

## Транспорт
Просёлочная дорога от Петропавловки.